# Władisław Ardzinba

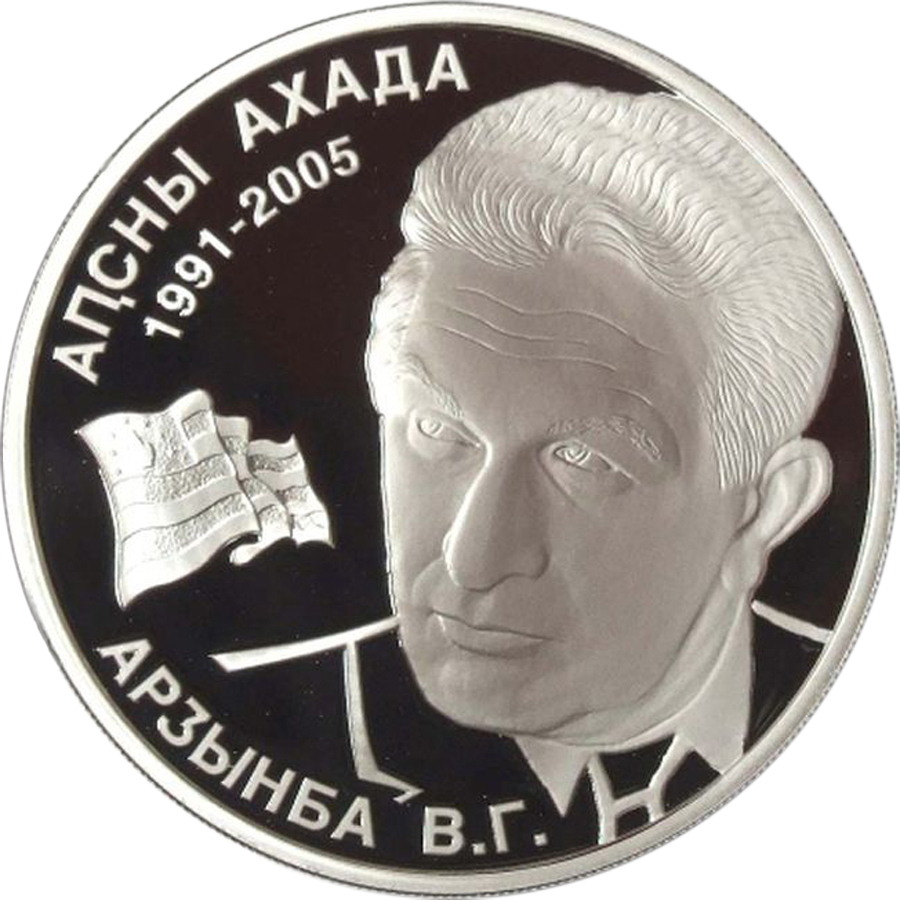
10 abchaskich apsarów z podobizną Ardzinby

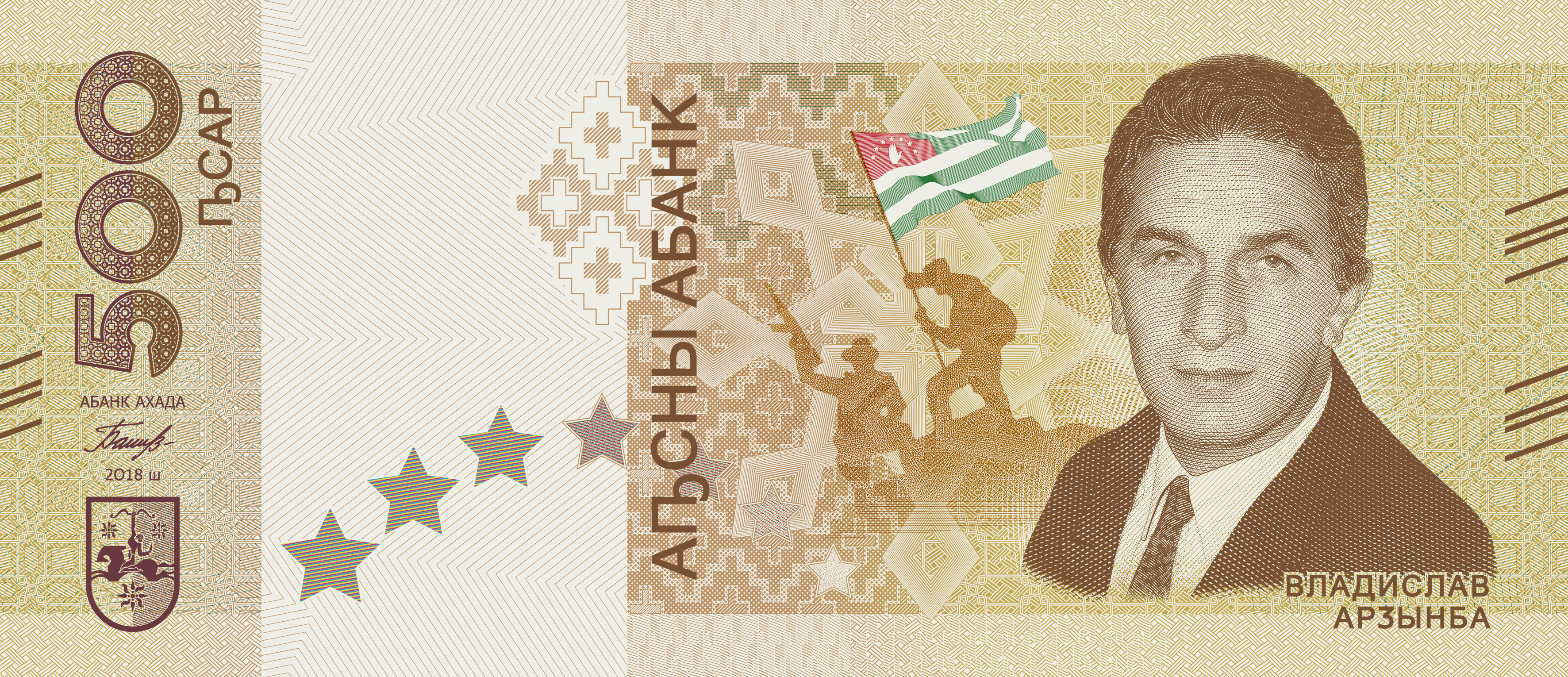
Banknot 500 apsarów z podobizną Ardzinby

Władisław Ardzinba (ros. Владислав Ардзинба, ur. 14 maja 1945 w Jaszyrze koło Suchumi, zm. 4 marca 2010 w Moskwie) – abchaski polityk. Pierwszy prezydent nieuznawanej przez większość państw, za niepodległą Abchazji (wchodzącej de jure w skład Gruzji) od 26 listopada 1994 do 12 lutego 2005.

## Życiorys
Historyk z wykształcenia, specjalizował się w historii i mitologii Bliskiego Wschodu. Pracował do 1987 w Instytucie Orientalistycznym w Moskwie. W 1989 został wybrany na deputowanego do Rady Najwyższej ZSRR, od końca 1990 przewodniczył także Radzie Najwyższej Autonomicznej Republiki Abchazji. W parlamencie związkowym należał do zachowawczej grupy deputowanych sprzeciwiających się postulatom pierestrojki i polityce Michaiła Gorbaczowa. W znaczący sposób przyczynił się do zmiany ordynacji wyborczej do Rady Najwyższej Abchazji, która umożliwiła objęcie większości mandatów przez Abchazów, mimo przewagi liczebnej Gruzinów w republice.
W lipcu 1992 kierowana przez Ardzinbę Rada Najwyższa Abchazji proklamowała niepodległość prowincji. Sam Ardzinba zapowiedział, iż 14 sierpnia 1992 Rada Najwyższa omówi problem uporządkowania relacji bilateralnych z Gruzją, która dążyła do zachowania integralności terytorialnej i nie miała zamiaru zgodzić się na secesję Abchazji. 14 sierpnia na terytorium Abchazji wkroczyły siły gruzińskie, rozpoczynając wojnę w Abchazji. W walce z Gruzją Ardzinba aktywnie rekrutował do abchaskich sił zbrojnych ochotników z Północnego Kaukazu, w tym Czeczeńców, dowodzonych przez Szamila Basajewa. Latem 1993 Ardzinba brał udział w rozmowach pokojowych z gruzińskim prezydentem Eduardem Szewardnadze, pod auspicjami rosyjskiego prezydenta Borysa Jelcyna, jednak już 15 września 1993, po wejściu wojsk Tengiza Kitowaniego do Abchazji (pod pretekstem walki ze zwolennikami obalonego prezydenta Zwiada Gamsachurdii), zerwał rozejm. Ofensywa Abchazów zakończyła się ich sukcesem. W rezultacie klęski Gruzinów 250 tys. przedstawicieli tej narodowości zostało zmuszonych do opuszczenia prowincji.
Ardzinba został w 1994 pierwszym prezydentem nieuznawanej na arenie międzynarodowej Abchazji. Rządził nią de facto jednoosobowo, podpisał w maju 1994 układ gwarantujący wycofanie wojsk walczących stron ze strefy buforowej między Abchazją i Gruzją i zapewniający uchodźcom możliwość powrotu do dawnych miejsc zamieszkania. Prezydent Abchazji utrudniał jednak realizację tego ostatniego zobowiązania, przez co jedynie 20% wypędzonych Gruzinów wróciło do swoich domów, nie odzyskując przy tym całości lub części utraconego mienia. Ardzinba nie zgodził się w tym samym roku na uznanie Abchazji za autonomiczną republikę w granicach Gruzji, żądając, by kraj ten przyjął ustrój konfederacyjny, a Abchazja została uznana za jej człon równorzędny z Gruzją. Rozwiązanie to było niemożliwe do przyjęcia dla rządu gruzińskiego.
Po wybuchu I wojny czeczeńskiej Rosja ochłodziła swoje stanowisko wobec aspiracji rządu abchaskiego. Przewodniczący Dumy Władimir Szumiejko w czasie oficjalnej podróży na Zakaukazie w 1995 nazwał Ardzinbę bandytą, porównując go z Dżocharem Dudajewem, analogicznie wypowiadał się o prezydencie nieuznawanej Abchazji premier Rosji Wiktor Czernomyrdin w czasie swojej wizyty w Tbilisi w tym samym roku. Równocześnie Rosja nie podjęła bardziej zdecydowanych kroków progruzińskich.
3 października 1999 Ardzinba został wybrany na drugą kadencję prezydencką. Dzień później Rada Bezpieczeństwa ONZ potwierdziła swoje stanowisko wobec Abchazji, także władze gruzińskie określiły wybory jako bezprawne. Z powodu pogarszającego się stanu zdrowia Ardzinba był coraz mniej aktywny w bieżącej polityce, a w 2005 odszedł z urzędu. Zmarł w 2010 w klinice w Moskwie. Po jego śmierci ogłoszono w Abchazji trzydniową żałobę. Mimo że w ostatnich latach życia tracił popularność w społeczeństwie abchaskim ze względu na niski poziom życia w republice, wciąż cieszy się znacznym szacunkiem jako twórca współczesnej Abchazji.